# Симонайтите, Ева
Е́ва Э́дмондовна Симонайти́те (лит. Ieva Simonaitytė, 23 января 1897, д. Ванагай, Восточная Пруссия — 27 августа 1978, Вильнюс) — литовская писательница, народная писательница Литовской ССР (1967).

## Биография
Родилась в деревне Ванагай на территории Восточной Пруссии (ныне в Клайпедском районе Литвы). С детства жила в нужде и болезнях, из-за которых не могла учиться в школе и поэтому занималась самообразованием. В 1912—1914 годах лечилась в санатории в Аугенбурге (Германия). По возвращении работала в литовском обществе „Eglė“, сотрудничала с газетой „Tilžės keleivis“ и другими литовскими изданиями Восточной Пруссии (Малой Литвы). С 1921 года жила в Мемеле (Клайпеде). Окончила курсы машинисток и стенографисток. Работала в консульстве Литвы, корректором в издательстве „Rytas“, в редакции „Prūsų lietuvių balsas“ («Голос литовцев Пруссии»), позднее — машинисткой и переводчицей в сеймике (лит. Seimelis) Клайпедского края. После успеха романа «Судьба Шимонисов» и с назначением ей государственной пенсии с 1936 года предалась литературному труду. После возвращения Клайпеды Германии (1939) выехала в Каунас. В годы немецкой оккупации подвергалась преследованиям. С 1963 года жила в Вильнюсе. Награждена тремя орденами (в том числе орденом Ленина в 1957 году). Удостоена звания народной писательницы Литовской ССР (1967).
Похоронена на Антакальнисском кладбище в Вильнюсе. На могиле установлен памятник скульптора Дануте Даните-Варнаускене. В городке Прекуле (в 21 км к югу от Клайпеды), где писательница проводила летние месяцы в 1961—1978 годах, с 1984 года действует мемориальный музей.

## Литературная деятельность
Печаталась в периодике с 1914 года; до 1935 года её имя как писательницы не было известно. Основная тема её рассказов, повестей и романов — повседневная жизнь «летувнинков», то есть литовцев Восточной Пруссии и Клайпедского края. Этой теме посвящён роман «Судьба Шимонисов» (1935, Государственная премия Литвы, 1936; рус. пер. 1966), который принёс ей широкую известность. В повести «Пикчюрнене» (1953, в рус. пер. «Буше и её сестры», 1954) разоблачается сущность кулачества. Роман «Вилюс Каралюс» (ч. 1—2, 1939—1956, Государственная премия Литовской ССР, 1958; рус. пер. 1961) даёт широкую картину жизни литовцев в начале XX века и до сих пор считается образцом литовского реалистического романа. Автобиографическая трилогия «…А было так» (1960, рус. пер. 1963), «В чужом доме» (1962, рус. пер. 1965), «Неоконченная книга» (1965, рус. пер. 1968) охватывает время с начала XX века до конца Второй мировой войны. К трилогии примыкают «Ближние истории» (1968). Роман «Последнее путешествие Кунялиса» изображает Литву военных и послевоенных лет (1971, рус. пер. 1974). В целом творчество Евы Симонайтите традиционно по темам и художественным средствам.
Произведения переведены на многие языки.

## Сочинения
- Raštai, t. 1—-6. Vilnius, 1956—1958.
- …А было так. В чужом доме. Неоконченная книга. Москва, 1973.